# Ciało za milion
Ciało za milion (ang. The Big White) – kanadyjska czarna komedia z 2005 roku w reżyserii Marka Myloda, zrealizowana w ramach międzynarodowej koprodukcji. W rolach głównych wystąpili Robin Williams i Holly Hunter.
Zdjęcia kręcono na Alasce (Skagway) oraz w Kanadzie (Winnipeg, Whitehorse w prowincji Jukon).

## Opis fabuły
|  |

Brat Paula Barnella (Robin Williams) – Raymond (Woody Harrelson) zaginął 5 lat temu. Paul postanawia wybrać pieniądze z polisy ubezpieczeniowej zaginionego – 1 milion dolarów. Okazuje się jednak, że pieniądze można wybrać dopiero po 7 latach od zaginięcia, chyba że znajdzie się ciało zmarłego, jako niezbity dowód do wypłacenia pieniędzy.
Paul znajduje przypadkiem w śmietniku zwłoki pewnego mężczyzny i wpada na pomysł, aby znalezione ciało posłużyło za jego brata. Zabiera „dowód” do domu, jednak okazuje się, że osobom, które wyrzuciły to ciało, jest im teraz potrzebne.
Paul planuje upozorować „śmierć” Raymonda, żeby dostać pieniądze z polisy. Zawozi ciało nad skarpę i zrzuca. Okłada je także świeżym mięsem, aby dzikie zwierzęta zmasakrowały ciało.
Policja znajduje pogryzione ciało i zawiadamia Paula. Ten, udając smutek po stracie brata, dostaje jego rzeczy osobiste.
Dzwoni do firmy ubezpieczeniowej i informuje, że znalazł ciało „brata”. Chce wypłaty miliona dolarów.
Cała sprawa budzi podejrzenia pracownika-agenta ubezpieczeniowego, który węszy w tym oszustwo w celu wyłudzenia pieniędzy. Postanawia zbadać sprawę na własną rękę, udowodnić policji i kierownictwu, że Paul to oszust, i tym samym chce dostać awans, na którym tak bardzo mu zależy.
Równolegle w filmie toczy się wątek chorej żony Paula, cierpiącej na syndrom Turretta. Paul pieniądze z polisy chciał przeznaczyć na leczenie żony oraz spłatę długów i ratowanie swojej firmy.
„Właściciele” zwłok szybko wpadają na trop Paula i włamują się do jego domu. Żądają zwrotu ciała, w przeciwnym razie zabiją jego żonę.
Niespodziewanie zjawia się faktyczny (żywy) brat Paula – Raymond Barnell. Zaskoczony wiadomością o swojej straszliwej śmierci żąda części pieniędzy z odszkodowania.
Wszyscy zamieszani w sprawę schodzą się w jednym miejscu. Mordercy chcieli zwłoki od Paula w zamian za jego żonę. Zjawiają się również dociekliwy ubezpieczyciel i prawdziwy brat. W finale Raymond ginie, mordercy odchodzą ze swoją częścią pieniędzy, a Paul godzi się z agentem i wyjeżdża z żoną mając swoją, największą dolę z polisy.

## Obsada
- Robin Williams – Paul Barnell
- Holly Hunter – Margaret Barnell
- Giovanni Ribisi – Ted Waters
- Tim Blake Nelson – Gary
- W. Earl Brown – Jimbo
- Woody Harrelson – Raymond Barnell
- Alison Lohman – Tiffany
- Billy Merasty – Cam
- Marina Stephenson Kerr – Avis
- Ralph Alderman – pan Branch
- Frank Adamson – detektyw
- Andrea Shawcross – stylistka
- Ryan Miranda – koreański nastolatek
- Craig March – Howard
- Ty Wood – roznosiciel gazet